# Kissing
Kissing ist eine Gemeinde im schwäbischen Landkreis Aichach-Friedberg und liegt rund fünf Kilometer südlich der Stadtgrenze von Augsburg.

## Gemeindeteile
Die Gemeinde hat drei Gemeindeteile (in Klammern ist der Siedlungstyp angegeben):
- Kissing (Pfarrdorf)
- Mergenthau (Dorf)
- Ottomühl (Weiler)

## Geschichte

### Römerzeit
In römischer Zeit führte die sogenannte Via Julia von Norden nach Süden durch Kissing. Diese bedeutende Fernstraße verband die Provinzhauptstadt Augusta Vindelicorum (Augsburg) mit Iuvavum (Salzburg). Zudem verlief eine Abzweigung über den Fernpass. Am nördlichen Rand des Gemeindegebiets wurden in frührömischer Zeit zwei Kleinkastelle angelegt, die möglicherweise mit der Landeserschließung und dem Aufbau einer inneren Organisation und Infrastruktur für die neue Provinz Rätien, zu der das Kissinger Gemeindegebiet gehörte, zu tun gehabt haben könnten.

### Früh- und Hochmittelalter

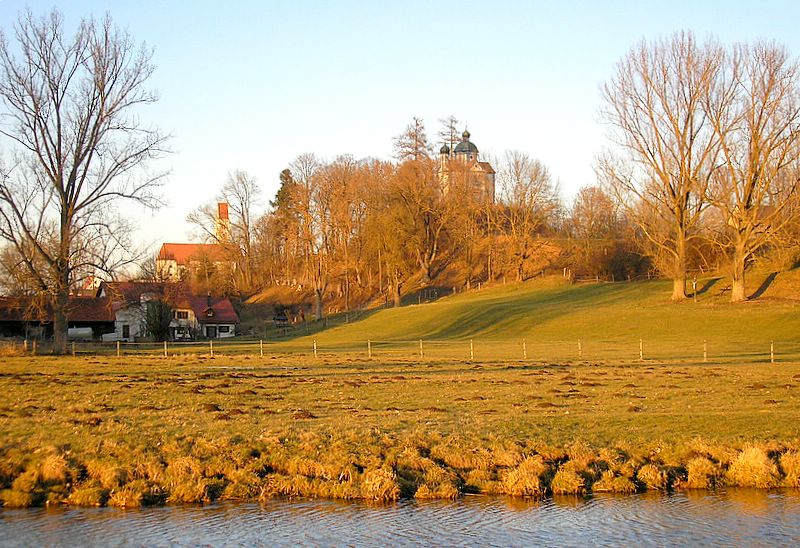
Die beiden Wahrzeichen von Altkissing: Der Burgstall (vorne) und die Pfarrkirche St. Stephan. Blick von Südwesten über die Paar

Ein „Kisingas“ erscheint bereits im Jahr 763 im ältesten Freisinger Traditionsbuch. Reginpert, der Stifter des Klosters Scharnitz stattete damals das junge Kloster mit den Gütern seines Erbteiles aus. Ob es sich hierbei um das Kissing an der alten Römerstraße zum Fernpass handelte, ist nicht zweifelsfrei zu klären. Das Kloster wurde dem hl. Petrus geweiht. Auch in Kissing hat sich eine Peterskirche erhalten, deren Gründung wohl auf das Frühmittelalter zurückgeht. Zudem wird in dieser Quelle ein „Pahara“ genannt, das wohl als das nahe Bachern (Friedberg) zu identifizieren ist. Die erste sichere Ersterwähnung ist aus dem Jahre 935 und lautet „Chissingun“. Der Name geht jedenfalls auf den althochdeutschen Männernamen Kiso/Cisso mit -ing zurück.
955 wurden sicherlich auch auf Kissinger Gemeindegebiet einige Kampfhandlungen der Schlacht auf dem Lechfeld ausgetragen. Eine kleinere Ungarnschutzburg hat sich neben dem Schlossgut Mergenthau auf dem Lechfeld erhalten (Ringwall im Ottmaringer Holz).
Zwischen 972 und 976 übergab der freisingische Vasall Jakob dem dortigen Bischof sein Eigentum in „Kisinga“ und „Salahahe“.
Bis gegen 1031 findet sich der Ortsname noch mehrmals in verschiedenen Schreibweisen in den Freisinger Traditionsbüchern. 1085 erscheint ein Adalbero de Chissingin als Zeuge in einer Urkunde des Klosters Habach. Die Edelfreien von Kissing saßen auf ihrer Turmhügelburg in der Nähe der Pfarrkirche.

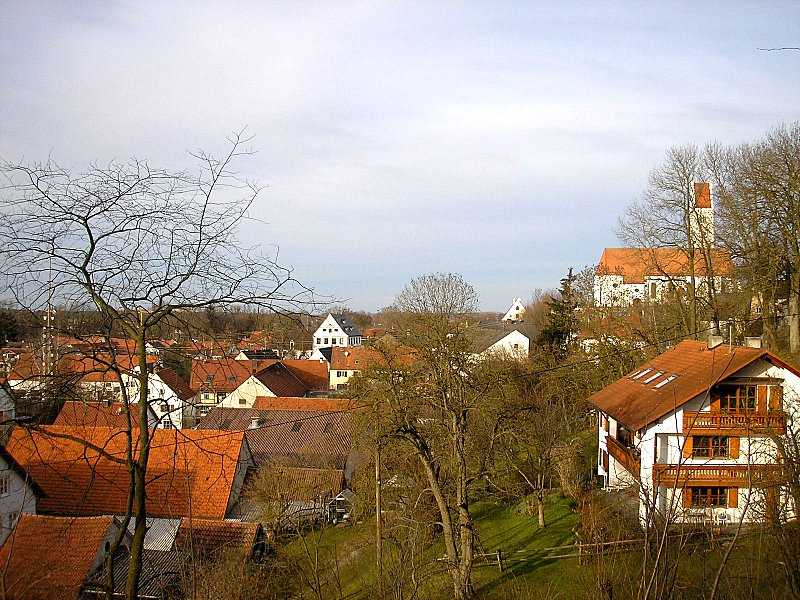
Blick vom Burgstall auf den Altort

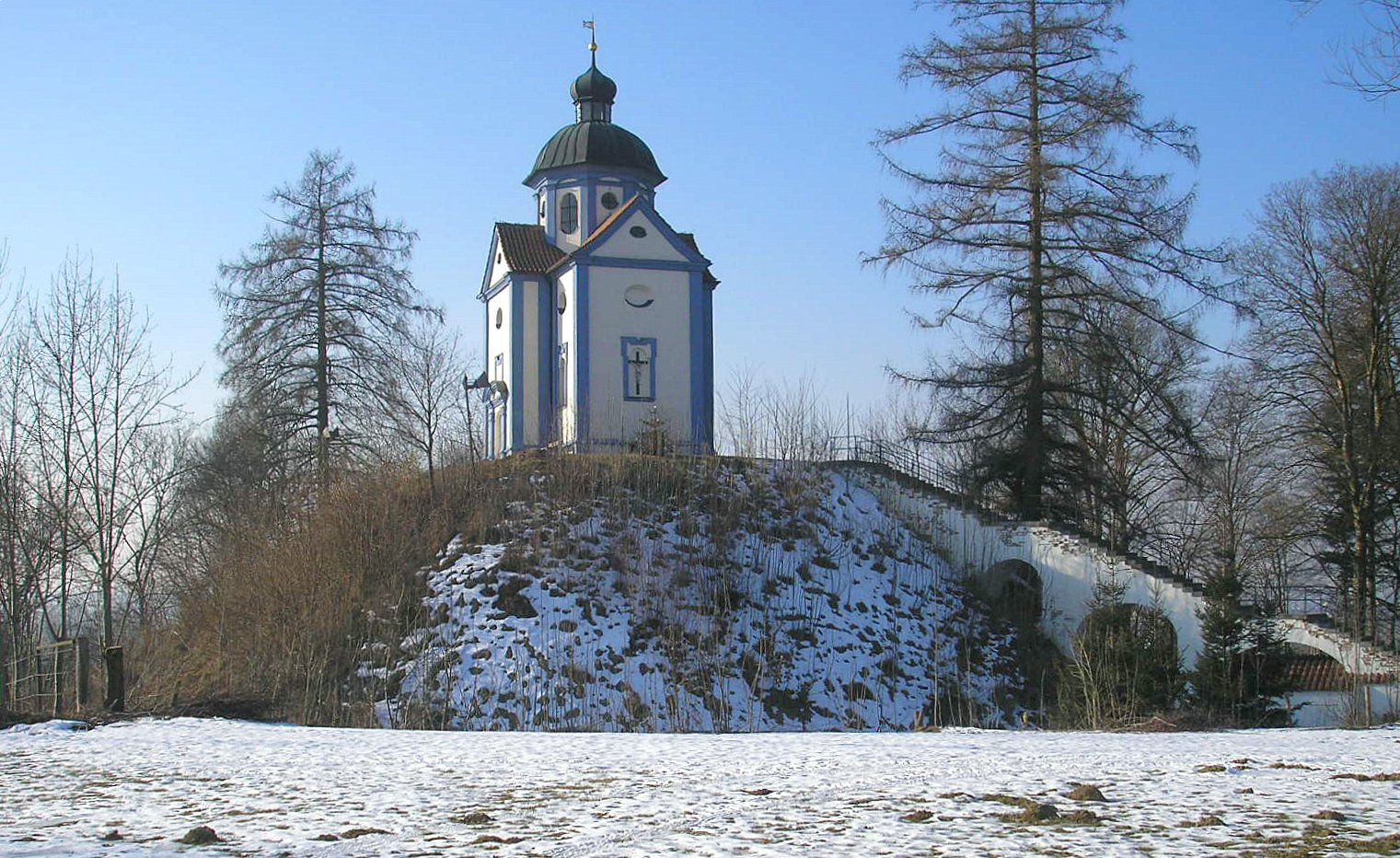
Der hochmittelalterliche Burgstall mit der Wallfahrtskapelle

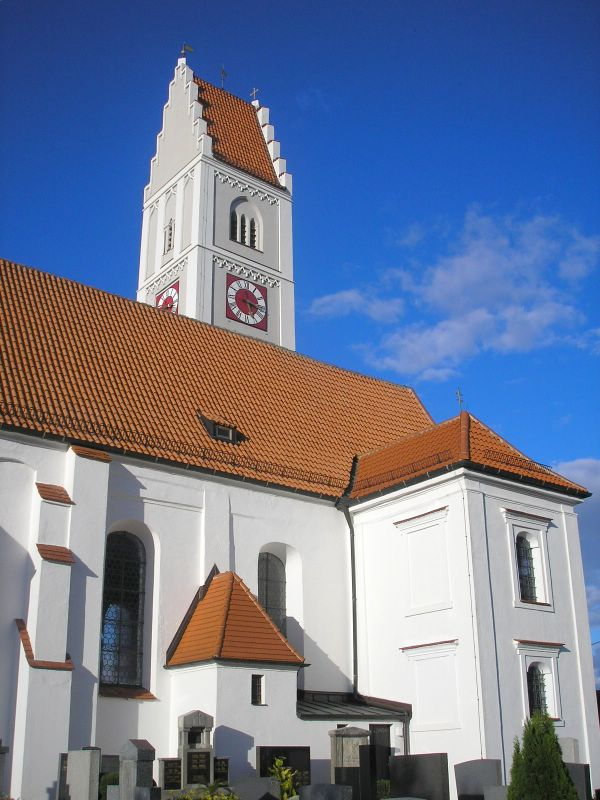
St. Stephan in Altkissing

Das Dorf entwickelte sich um die Peterskirche herum, deren Patrozinium auf das hohe Alter des kleinen Gotteshauses verweist. In der Nähe haben sich auf dem Fuchsberg (Eierberg) Reste einer frühen Burganlage erhalten. Um 1200 begann man mit der Errichtung einer größeren, wehrhaften Pfarrkirche auf der südlich der Peterskirche gelegenen Geländezunge.
Als der Augsburger Bischof Udalschalk im Jahr 1202 verstarb, vermachte er dem Bistum seinen Eigenbesitz in Kissing. Udalschalk stand in naher Beziehung zu den Welfen oder stammte gar selbst aus diesem Geschlecht. Nordöstlich von Kissing haben sich die ausgedehnten Erdwerke der welfischen Burganlage Mergenthau um das heutige Schlossgut erhalten. Der Bischof hatte die Güter wohl vom 1191 verstorbenen letzten Welfen geerbt.

### Spätmittelalter
Gegen Mitte des 15. Jahrhunderts wurden in einem „Ehaftbuch“ die Rechts- und Herrschaftsverhältnisse der „Grafschaft“ Kissing niedergelegt. 1447 verlieh Bischof Peter von Schaumberg das Dorfgericht für 2000 ungarische Gulden an Hans Meuting. In der Folge kam es immer wieder zu Streitigkeiten mit dem bayerischen Landgericht zu Friedberg. Am 12. Juli 1571 wurde deshalb ein Vertrag unterzeichnet, der die Hofmark Kissing der bayerischen Blutgerichtsbarkeit unterstellte. Die niedere Gerichtsbarkeit verblieb beim bischöflichen Richter. Die Bevölkerung musste sich dem Herzog unterwerfen und Leib- und Landsteuer abführen.

### Frühe Neuzeit
Trotz dieses Vertrages kam es weiterhin zu Konflikten zwischen dem Hochstift und Bayern. Unter Bischof Heinrich von Knöringen empfahl das Domkapitel aus diesem Grund den Verkauf der Hofmark an die Jesuiten. Kissing lag ungünstigerweise auf der bayerischen Lechseite. Man hielt es für besser, „im Land Schwaben ein anders gelegnes Gueth dagegen gleich einzuthuen“.
Der Verkauf wurde am 7. Juli 1602 bestätigt und am 18. Februar 1603 notariell beglaubigt. Die Herrschaft kam für 42.500 Gulden an das Jesuitenkolleg St. Salvator zu Augsburg. In den nächsten vier Jahrzehnten erwarben die Jesuiten systematisch die meisten sonstigen Herrschaftsrechte im Ort hinzu.
Während des Spanischen Erbfolgekrieges wurde das Gut der Jesuiten auf dem Areal der alten Welfenburg Mergenthau verwüstet. Zwischen 1713 und 1715 entstand das erhaltene barocke „Tusculum“ (Landhaus), dessen Architekturgliederung heute allerdings verstümmelt ist. Gleichzeitig errichtete man das Schlösschen unter der Pfarrkirche als Sitz des Landrichters.

### 19. und 20. Jahrhundert
Kissing gehörte dem Jesuitenorden bis zu dessen Auflösung im Jahr 1773. Die Hofmark blieb bis 1848 bestehen, wurde jedoch ab 1803 in das bayerische Staatswesen überführt. Kissing wurde dem Landgericht (später Bezirksamt) Friedberg zugeteilt. Für kurze Zeit gehörte das Dorf dem Lechkreis (Augsburg) an, wurde dann zum Isarkreis (München) und schließlich zum Donaukreis (Ingolstadt) geschlagen. Zwischen 1937 und 1943 gehörte die Gemeinde zu Oberbayern. 1944 wurde der Landkreis Friedberg wegen seiner Nähe zur Großstadt Augsburg endgültig dem Regierungsbezirk Schwaben zugeteilt. 1950 bestätigte die Bevölkerung diese Entscheidung in einer Volksabstimmung.
1837 begann der Bau der Eisenbahnlinie Augsburg-München, die aber westlich am Altort vorbeiführte.
1840 zählte die Gemeinde 915 Einwohner, die fast ausschließlich von der Landwirtschaft lebten. Die meisten Gebäude waren noch mit Stroh gedeckt, was zu zahlreichen Bränden führte. Aus dem Jahr 1903 sind 10 Großbrände überliefert. Zu dieser Zeit hatten sich bereits zahlreiche Handwerksbetriebe angesiedelt. Sechs Wirtshäuser luden zur Einkehr ein.
Im Deutsch-Französischen Krieg und im Ersten Weltkrieg fielen zahlreiche Kissinger auf den Schlachtfeldern Europas. Das Kriegerdenkmal auf der Vorburg des hochmittelalterlichen Burgstalles erinnert an die gefallenen Gemeindeglieder.
Bis zum Beginn des Zweiten Weltkrieges (1939) stieg die Einwohnerzahl auf 1665 an.

### Nach dem Zweiten Weltkrieg
Nach Kriegsende begann ein rascher Aufstieg der Gemeinde. Bedingt durch die Nähe zur Großstadt Augsburg siedelten sich zahlreiche Industriebetriebe (u. a. das Eisenwerk der Gebrüder Frisch) an der Bahnlinie an. Große Neubaugebiete entstanden auf den für die Landwirtschaft nur bedingt geeigneten Äckern des Lechfeldes. Diese Neubauten wurden hauptsächlich von Heimatvertriebenen und Flüchtlingen aus dem Osten bezogen.
1957 errichtete die Gemeinde zwischen den beiden Ortsteilen eine neue Volksschule. In diesem Jahr konnte auch die katholische St. Bernhardskirche in Neukissing geweiht werden. Neben der Schule entstanden die Neubauten des Rathauses und einer Mehrzweckhalle (1972). 1986 kam noch die Paartalhalle als neue Mehrzweckhalle und ein neuer Sportplatz hinzu und hat sich zum stark frequentierten Sport- und Veranstaltungszentrum entwickelt.
1972 vereinigte man die beiden Altlandkreise Aichach und Friedberg im Zuge der Verwaltungsreform zum Landkreis Aichach-Friedberg. 1976 wies die Staatsregierung der Gemeinde eine Funktion als Siedlungsschwerpunkt im Verdichtungsraum Augsburg zu.
Heute besteht der Ort noch immer aus zwei Teilen. Westlich der Paar liegt das vorstädtisch geprägte Neukissing mit dem alten und dem neuen Bahnhof und den Industriegebieten. Der Altort unter der Kirche und dem Burgstall hat sich zumindest in seinem Kern noch sein landwirtschaftlich geprägtes schwäbisch-bayrisches Dorfbild bewahrt.
Viele Kissinger pendeln täglich zur Arbeit in die nahen Großstädte Augsburg und München. Die Industrie- und Dienstleistungsbetriebe westlich der Bundesstraße nach München bieten jedoch zahlreiche Arbeitsplätze in der Gemeinde. Um die Jahrtausendwende wurden weitere große Baugebiete ausgewiesen. Wegen des hohen Freizeitwertes ist Kissing besonders bei jungen Familien aus dem Großraum Augsburg-München als Wohnort beliebt. In Lechnähe wurden zwei ehemalige Kiesgruben zu großen Badeseen umgestaltet. Bei Merching ergänzt die Lechstaustufe 23 das Freizeitangebot. Am Lechrain ermöglichen größere Waldbestände ausgedehnte Wanderungen.

### Einwohnerentwicklung
Zwischen 1988 und 2019 wuchs die Gemeinde von 8.737 auf 11.621 um 2.771 Einwohner bzw. um 33,0 %.

## Politik

### Gemeinderat
Der Gemeinderat Kissings setzt sich aus dem Ersten Bürgermeister und 24 Gemeinderatsmitgliedern zusammen. Die vergangenen Kommunalwahlen führten zu folgenden Ergebnissen:
| Parteien und Wählergemeinschaften                            | 2020   | 2020   |      | 2014  | 2014 |
| Parteien und Wählergemeinschaften                            | %      | Sitze  | %    | Sitze |      |
| Christlich-Soziale Union in Bayern (CSU)                     | 42,1   | 10     | 36,7 | 9     |      |
| Bündnis 90/Die Grünen (Grüne)                                | 21,4   | 5      | 11,3 | 3     |      |
| Sozialdemokratische Partei Deutschlands (SPD) / Freie Bürger | 20,1   | 5      | 40,3 | 9     |      |
| Freie Demokratische Partei (FDP)                             | 02,9   | 1      | –    | –     |      |
| Freie Wähler (FW)                                            | 13,5   | 3      | 11,7 | 3     |      |
| Gesamt (evtl. nach Korrektur von Rundungsungenauigkeiten)    | 100    | 24     | 100  | 24    |      |
| Wahlbeteiligung                                              | 54,5 % | 54,5 % |      |       |      |

### Bürgermeister
Manfred Wolf war seit 1996 der Bürgermeister, dieser wurde 2002, 2008 und 2014 wiedergewählt. Er trat aus gesundheitlichen Gründen zum 1. Januar 2019 zurück. In der Wahl vom 24. März 2019 setzte sich Reinhard Gürtner als sein Nachfolger durch.

### Wappen
| | Blasonierung: „In Rot ein gesenkter silberner Wellenbalken; darüber ein silbernes Zelt mit zwei lanzenförmigen Stangen, belegt mit einem schwarzen Schild, darin ein goldenes Kleeblattkreuz. Unten ein unterhalbes Zahnrad.“ |
| Wappenbegründung: In der Gemeindemarkung Kissing, die vom Lech begrenzt wird, lag der sogenannte Gunzenlee, ein Hügel, der als Gerichtsstätte und Mittelpunkt für die in der Ebene beiderseits des Lechs in mittelalterlicher Zeit häufig hier stattfindenden Heeresversammlungen in der Geschichte des Lechrains eine große Rolle spielte. Im Gemeindewappen wird dieser berühmte Gerichts- und Versammlungsplatz durch ein Kriegszelt mit zwei seitlichen Stangen in Lanzenform symbolisch dargestellt. Ihm ist ein schwarzer Schild mit goldenem Kleeblattkreuz aufgelegt. Durch dieses letztere Sinnbild, das mit dem Bischof Udalrich von Augsburg in Verbindung zu bringen ist, kann an die alten Beziehungen zwischen Kissing und dem Domkapitel Augsburg (Farbe Rot-Weiß) die in das 11. Jahrhundert zurückreichen, erinnert werden. Die neuzeitliche Entwicklung Kissings, die in erster Linie durch die Ansiedlung des Eisenwerkes der Gebrüder Frisch gekennzeichnet ist, findet im Wappen durch das Industrie-Symbol des halben Zahnrades Berücksichtigung. Die geographische Lage am Lech wird durch den silbernen Wellenbalken angedeutet. Dieses Wappen wird seit 1964 geführt. | |

Nach der Genehmigung des Bayerischen Staatsministeriums konnte die Gemeinde Kissing auch eine eigene Fahne annehmen.
Die Farben der dreistreifigen Fahne richten sich nach den Hauptfarben des Gemeindewappens: Weiß (Silber) – Rot – Gelb (Gold)

## Wirtschaft und Infrastruktur

### Verkehr

#### Bahn
Kissing liegt an der Bahnstrecke Augsburg–München, die bereits 1840 als eine der ersten bayerischen Eisenbahnverbindungen eröffnet wurde. Im Zuge des viergleisigen Ausbaus der Strecke wurde im November 2001 der alte Bahnhof geschlossen und durch einen etwas weiter südlich gelegenen neuen Haltepunkt ersetzt. Seit Ende 2008 wird dieser Haltepunkt zu den Hauptverkehrszeiten zwischen Augsburg und Mering viertelstündlich bedient. Nach München wurde ein Halb-Stunden-Takt eingerichtet. Die Verbindung mit der Ammerseebahn und weiter Richtung Weilheim und Schongau wird stündlich angeboten.

#### Straße
Durch Neukissing hindurch verläuft in Nord-Süd-Richtung die Bundesstraße 2. Über Mering und Königsbrunn wird die B 17 in Richtung Landsberg am Lech und Füssen erreicht. Über Friedberg führt der Weg zur Autobahnanschlussstelle 74a (Derching) an der Bundesautobahn 8.

#### Bus

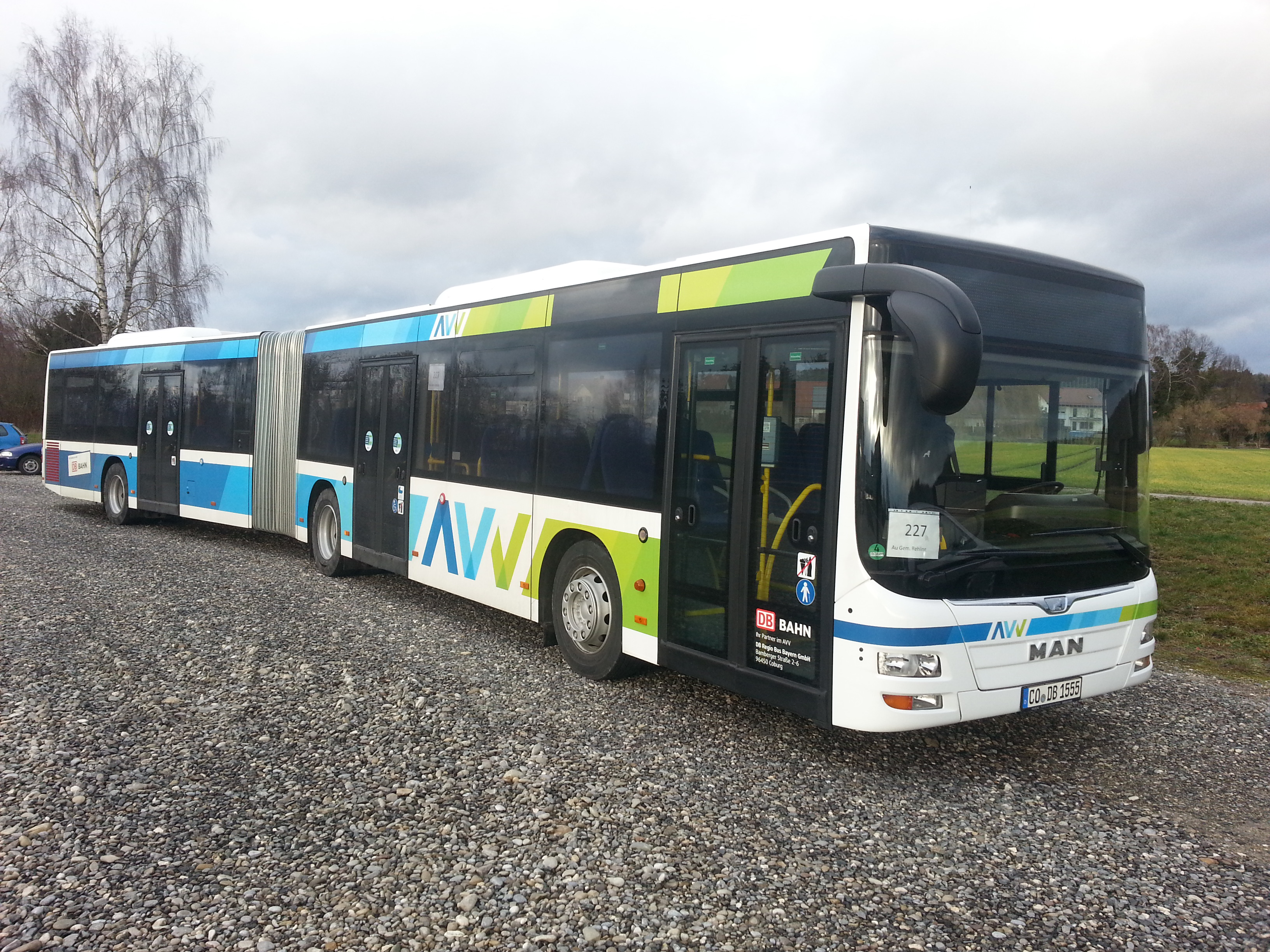
DRB-Bus im Augsburger Verkehrs- und Tarifverbund (AVV)

| Linie  | Linienverlauf                                  | Verkehrsunternehmen                                      |
| ------ | ---------------------------------------------- | -------------------------------------------------------- |
| 102    | Mering – Kissing – Augsburg-Hochzoll           | DB Regio Bus Bayern GmbH (DRB)                           |
| 103    | Mering – Kissing – Friedberg                   | DB Regio Bus Bayern GmbH (DRB)                           |
| AST103 | Anruf-Sammel-Taxi Mering – Kissing – Friedberg | Taxi Ruf (im Auftrag von DB Regio Bus Bayern GmbH (DRB)) |

#### Fußwege
Seit Jahren fordern Bürgermeister und Bürger einen „Lechsteg“ über den Lech, der die Verbindung für Fußgänger und Fahrradfahrer zwischen Kissing und Augsburg-Haunstetten schafft.

### Wirtschaft
Kissing ist der Hauptsitz der Weka Group.

## Kultur und Sehenswürdigkeiten
Auf dem Gemeindegebiet lag möglicherweise der Gunzenlee (Gunzenle), ein mutmaßlicher frühgeschichtlicher Grabhügel, der zur Zeit der alamannischen Landnahme als Dingstätte (um 530) genutzt worden sein könnte. Unter den karolingischen und sächsischen Kaisern wurden hier mehrere Reichstage abgehalten. Im 15. Jahrhundert wurde der Hügel von den Hochwassern des Lechs weggeschwemmt. Die genaue Lage des Gunzenlee ist unbekannt und seit langem unter den Lokalhistorikern der umliegenden Gemeinden umstritten.

Im 19. Jahrhundert entdecktes Stollensystem von Kissing

Um die Mitte des 19. Jahrhunderts wurde in Kissing im Untergrund des  Plateaus des Petersbergs im Umfeld der Kapelle St. Peter ein künstlich angelegtes Stollensystem entdeckt und vermessen, das demjenigen von Mergenthau ähnelt und dessen Verwendungszweck unklar ist. Die Existenz des offenbar in Vergessenheit geratenen Stollensystems könnte der Grund  sein für in neuerer Zeit beobachtete Risse in den Wänden der Kapelle, deren Ursache seit 2014 erforscht wird.
Am 3. September 1736 wurde in Kissing Matthias Klostermayr, der „Bayerische Hiasl“ geboren. Der Freischütz, Wilderer und Anführer einer „gerechten Räuberbande“ im damaligen schwäbisch-bayerischen Grenzgebiet wird bis heute als bajuwarischer Nationalheld verehrt.
Der Familienname des ehemaligen US-Außenministers Henry Kissinger ist nicht vom altbayerischen Kissing abgeleitet. Die Familie nannte sich nach dem fränkischen Kissingen, heute Bad Kissingen.

### Baudenkmäler
- Kapelle St. Peter
- Ehemalige Wehrkirche St. Stephan
- Wallfahrtskirche Burgstallkapelle
- Ringwall im Ottmaringer Holz
- Schloss Mergenthau
- Kissinger Heide, Lechtalheiden
- Naherholungsgebiete: Auensee, Weitmannsee
- Gedenkstätte und Museum für Matthäus Klostermayr, den „Bayerischen Hiasl“
Die „Erlebniswelt Bayerischer Hiasl“ wurde 2006 auf Gut Mergenthau (zwischen Friedberg und Kissing) eingerichtet.[20]
- Mühle

### Sport
- Der Kissinger SC[21] ist ein Mehrspartensportverein mit vierzehn Abteilungen, dessen Männer- und Frauenhandballer in der Vergangenheit mehrere Jahre der Handball-Bayernliga (4. Liga) angehörten und ihre Heimspiele in der Kissinger Paartal-Halle austragen.

## Persönlichkeiten
- Matthias Klostermayr, genannt der Bayerische Hiasl (* 3. September 1736; † 6. September 1771), Räuberhauptmann und Volksheld.
- Josef Zimmermann (* 19. März 1901; † 29. Dezember 1976), 1952 bis 1972 Weihbischof in Augsburg, war Ehrenbürger der Gemeinde Kissing.